# Бед Робот Продъкшънс
Бед Робот Продъкшънс е продуцентска компания, основана от Джей Джей Ейбрамс.
Продуцира сериалите „Наричана още“, „Изгубени“ и „Експериментът“, и филмите „Стар Трек“ и „Чудовищно“.

## Продукции
Освен да продуцират известни сериали, Бед Робот Продъкшънс са и продуцентска компания за пълнометражни филми.

### Филми
- „Убиец на пътя“ (2001) (копродукция с 20th Century Fox и Regency Enterprises)
- „Мисията невъзможна 3“ (2006) (копродукция с Парамаунт Пикчърс и Cruise/Wagner Productions)
- „Чудовищно“ (2008) (копродукция с Парамаунт Пикчърс)
- „Стар Трек“ (2009) (копродукция с Парамаунт Пикчърс и Spyglass Entertainment)
- „Сутрешен блок“ (2010) (копродукция с Парамаунт Пикчърс)
- „Мисията невъзможна: Режим Фантом“ (2011) (копродукция с Парамаунт Пикчърс, Skydance Productions и Cruise/Wagner Productions)
- „Супер 8“ (2011) (копродукция с Парамаунт Пикчърс и Amblin Entertainment)
- „Пропадане в мрака“ (2013) (копродукция с Парамаунт Пикчърс и Spyglass Entertainment)
- „Infinitely Polar Bear“ (2014) (копродукция с Sony Pictures Classics, Paper Street Films и Park Pictures)
- „Мисията невъзможна: Престъпна нация“ (2015) (копродукция с Парамаунт Пикчърс, Skydance Productions и Cruise/Wagner Productions)
- „Междузвездни войни: Епизод VII - Силата се пробужда“ (2015) (копродукция с Walt Disney Pictures и Lucasfilm Ltd.)
- „Стар Трек: Отвъд“ (2016) (копродукция с Парамаунт Пикчърс, Skydance Productions, and K/O Paper Products)

### Сериали
- „Фелисити“ (1998 – 2002)
- „Наричана още“ (2001 – 2006)
- „Изгубени“ (2004 – 2010)
- „Експериментът“ (2008 – 2013)
- „Под наблюдение“ (от 2011 г.)
- „Алкатраз“ (2012)
- „Революция“ (2012 – 2014)
- „Почти човек“ (2013 – 2014)